# 1697
Епоха великих географічних відкриттів •  Перша наукова революція • Річ Посполита •  Запорозька Січ •  Руїна

## Геополітична ситуація
Османську імперію очолює Мустафа II (до 1703). Під владою османського султана перебувають Близький Схід та Єгипет, Середземноморське узбережжя Північної Африки, частина Закавказзя, значні території в Європі: Греція, Болгарія та Сербія. Васалами османів є Волощина та Молдова.
Священна Римська імперія — наймогутніша держава Європи. Її територія охоплює, крім німецьких земель, Угорщину з Хорватією, Трансильванію, Богемію, Північну Італію. Її імператор — Леопольд I Габсбург (до 1705).
На передові позиції в Європі вийшла Франція, на троні якої сидить король-Сонце Людовик XIV (до 1715). Франція має колонії в Північній Америці та Індії.
Габсбург Карл II Зачарований є королем Іспанії (до 1700). Йому належать Іспанські Нідерланди, південь Італії, Нова Іспанія, Нова Гранада та Нова Кастилія в Америці, Філіппіни. Королем Португалії є Педру II (до 1706). Португалія має володіння в Бразилії, в Африці, в Індії, в Індійському океані й Індонезії.
Північ Нідерландів займає Республіка Об'єднаних провінцій. Вона має колонії в Північній Америці, Індонезії, на Формозі та на Цейлоні. Король Англії — Вільгельм III Оранський (до 1702). Англія має колонії в Північній Америці, на Карибах та в Індії. Король Данії та Норвегії — Кристіан V (до 1699), король Швеції — Карл XII (до 1718). На Апеннінському півострові незалежні Венеціанська республіка та Папська область. Королем Речі Посполитої обрано Августа II (до 1706). У Московії царює Петро I (до 1725).
Україну розділено по Дніпру між Річчю Посполитою та Московією. Діють два гетьмани: Самійло Самусь (польський протекторат) на Правобережжі, Іван Мазепа (московський протекторат) на Лівобережжі. На півдні України існує Запорозька Січ. Існують Кримське ханство, Ногайська орда.
В Ірані правлять Сефевіди.
Значними державами Індостану є Імперія Великих Моголів, в якій править Аурангзеб, Імперія Маратха. У Китаї править Династія Цін. У Японії триває період Едо

## Події

### В Україні
- У березні замість Якова Мороза кошовим отаманом Запорізького війська обрано Григорія Яковенка.

### У світі
- Москва розпочала Велике посольство в Європу. Петро I вирушив туди як урядник Петро Михайлов.
- 15 вересня курфюрста Саксонського Фрідріха Августа I обрано польським королем під іменем Август II
- Помер шведський король Карл XI, і на трон зійшов 15-річий «шведський метеор» Карл XII.
- У Стокгольмі згорів замок Тре Крунур.
- 11 вересня принц Євген Савойський завдав поразки туркам під Зентою, що практично поклало край сподіванням османів повернути під свою владу колишні території в Угорщині.
- Підписано Рейсвейкський мирний договір між Францією та державами, що входили в Аугсбурзьку лігу. Війна Аугсбурзької ліги завершилася внічию, оскільки супротивники вичерпали свої економічні можливості. Мир у Європі залишився нетривким.
- Іспанці захопили місто Таясаль на Юкатані — останню незалежну державу мая.
- Іспанський король Карл II Зачарований прирівняв правителів з корінного населення в колоніях до кастильських ідальго.
- Маньчжури захопили Зовнішню Монголію.

### Наука і культура
- Шарль Перро опублікував «Казки Матінки Гуски».
- Крістофер Польхем відкрив першу технічну школу в Швеції.
- В Англії зіграно перший матч найвищого рівня в крикет.

## Народились
див. також Категорія:Народились 1697

## Померли
див. також Категорія:Померли 1697
- 29 березня — Ніколаус Брунс (*1665), німецький композитор і органіст
- 5 квітня — Карл XI Шведський (нар. 24 листопада 1655), король Швеції.
- 7 червня — Обрі Джон, англійський біограф, автор збірника «Життєписи» (* 1626).